# Saguṇa Brahman
Saguṇa brahman (devanāgarī: सगुण ब्रह्मन्) est un terme composé de saguṇa qui signifie en sanskrit, hindi « doué de qualités, de vertus » ou encore « l'être suprême pourvu d'attributs » et de Brahman. Dans la philosophie indienne, saguṇa brahman désigne le Divin immanent ou manifesté et en opposition à nirguṇa brahman,.

## Saguṇa brahman dans le Vedānta
Dans le Vedānta et plus particulièrement dans l'Advaita Vedānta, saguṇa brahman désigne l'Être à la source de la création, c'est-à-dire Īśvara. Se rattachent au courant nirguna des auteurs comme Kabir, Ravidas et Nanak et au courant saguna Tulsidas, Sûr-Dâs et Mirabai.